# Boku Dake ga Inai Machi (filme)
Boku Dake ga Inai Machi (僕だけがいない街) é um filme japonês dos géneros fantasia, mistério e terror, realizado por Yūichirō Hirakawa e escrito por Noriko Gotō, com base no manga homónimo de Kei Sanbe. Foi protagonizado por Tatsuya Fujiwara como Satoru Fujinuma. Estreou-se no Japão a 19 de março de 2016.

## Enredo
A história começa em 2006 e segue Satoru Fujinuma, um homem que de alguma forma possui a habilidade de voltar no tempo, momentos antes dum incidente mortal, permitindo que o mesmo aconteça. Em 2006, quando sua mãe é assassinada por um agressor desconhecido, a habilidade de Satoru desperta, fazendo-lhe viajar no tempo dezoito anos atrás (1988), quando ainda estava na escola primária, dando-lhe a oportunidade de impedir o sequestro que tirou a vida de três de suas colegas de classe.

## Elenco
- Tatsuya Fujiwara (28/29 anos), Tsubasa Nakagawa (10/11 anos) como Satoru Fujinuma (藤沼 悟, Fujinuma Satoru)
- Kasumi Arimura como Airi Katagiri (片桐 愛梨, Katagiri Airi)
- Rio Suzuki como Kayo Hinazuki (雛月 加代, Hinazuki Kayo)
- Yuriko Ishida como Sachiko Fujinuma (藤沼 佐知子, Fujinuma Sachiko)
- Seiji Fukushi como Kenya Kobayashi (小林 賢也, Kobayashi Ken'ya)
- Kento Hayashi como Jun Shiratori (白鳥 潤, Shiratori Jun)

## Produção

### Música
A música-tema do filme é "Hear ~Shinjiaeta Akashi~" (Hear 〜信じあえた証〜, Oiça ~A prova de que podes ter confiança~), interpretada por Chise Kanna.

### Comercialização
O trailer foi lançado a 14 de janeiro de 2006.